# An Introduction to Syd Barrett
An Introduction to Syd Barrett es un recopilatorio de tipo "lo mejor de" del trabajo de Syd Barrett en el período 1967-1970, incluyendo tanto material escrito durante el período con Pink Floyd y el posterior como solista. El álbum se lanzó en Europa el 4 de octubre de 2010, con diferentes fechas de lanzamiento en el resto del mundo. El álbum contiene nuevas canciones remasterizadas y remixes, todas supervisadas por David Gilmour, de Pink Floyd. El arte de tapa, conteniendo varias imágenes relacionadas con las canciones del álbum, fue diseñado por el, de largo plazo, artista conceptual de Pink Floyd Storm Thorgerson. Un bonus track para compradores de CD e iTunes es la nunca antes lanzada canción, de 20 mins. de duración, Rhamadan.

## Lista de canciones
Todas escritas por Syd Barrett, excepto donde señalado.
1. "Arnold Layne" (2010 digital remaster) – 3:48
2. "See Emily Play" (2010 digital remaster) – 3:14
3. "Apples And Oranges" (2010 digital remaster) – 5:03
4. "Matilda Mother" (Alternate version; 2010 mix) – 3:14
5. "Chapter 24" (2010 digital remaster) – 3:45
6. "Bike" (2010 digital remaster) – 2:00
7. "Terrapin" (2010 digital remaster) – 3:11
8. "Love You" (2010 digital remaster) – 2:49
9. "Dark Globe" (2010 digital remaster) – 3:01
10. "Here I Go" (2010 remix) – 3:25
11. "Octopus" (2010 mix)
12. "She Took a Long Cool Look" (2010 mix)
13. "If It's in You"  (2010 digital remaster)
14. "Baby Lemonade" (2010 digital remaster) – 4:10
15. "Dominoes" (2010 mix) – 4:06
16. "Gigolo Aunt" (2010 digital remaster) – 5:45
17. "Effervescing Elephant" (2010 digital remaster) – 1:55
18. "Bob Dylan Blues" (2010 digital remaster) – 3:14